# Fernandezia nigrosignata
Fernandezia nigrosignata là một loài thực vật có hoa trong họ Lan. Loài này được (Kraenzl.) Garay & Dunst. mô tả khoa học đầu tiên năm 1972.